# Якоб Фридрих Ерхарт
Якоб Фридрих Ерхарт (на немски: Jakob Friedrich Ehrhart) е германски ботаник.

## Биография
Роден е на 4 ноември 1742 година в Холдербанк, Швейцария. Учи при Карл Линей в Упсала, след което е директор на Ботаническата градина в Хановер.
Умира на 26 юни 1795 година в Хановер, Германия.

## Трудове
- Supplementum systematis vegetabilium, generum et specierum plantarum. 1781.
- Verzeichniss der Bäume und Sträuche, welche sich auf der Königl. Plantage zu Herrenhausen bei Hannover befinden. 1787.
- Verzeichniss der Glas- und Treibhauspflanzen, welche sich auf dem Königl. Berggarten zu Herrenhausen bei Hannover befinden. 1791.
- Beiträge zur Naturkunde, und den damit verwandten Wissenschaften, besonders der Botanik, Chemie, Haus- und Landwirthschaft, Arzneigelahrtheit und Apothekerkunst. 7 Bände, 1787 bis 1792 doi:10.5962/bhl.title.44806.